# Großsteingräber bei Groß Liedern
Die Großsteingräber bei Groß Liedern waren drei megalithische Grabanlagen der jungsteinzeitlichen Trichterbecherkultur bei Groß Liedern, einem Ortsteil von Uelzen im Landkreis Uelzen (Niedersachsen). Sie wurden im 19. Jahrhundert zerstört. Ein Grab befand sich südsüdwestlich des Ortes; unmittelbar nördlich befand sich ein Grabhügel. Die Gräber 2 und 3 lagen östlich von Groß Liedern inmitten einer Gruppe von Grabhügeln. Die Großsteingräber wurden in den 1840er Jahren durch Georg Otto Carl von Estorff dokumentiert, aber nicht näher beschrieben. Über Ausrichtung, Maße und Grabtyp liegen keine Informationen vor. Aus den Kartensignaturen geht lediglich hervor, dass alle rechteckige Hünenbetten besessen hatten.